# 尤叔保
尤叔保，宋代武進人（今江蘇常州），南宋詩詞四大家尤袤的五世祖，他本身亦為書畫家，以書畫名世，晚年頗雄於財，其園亭池館，為一時名勝。
據《常州府志》所載，尤叔保原為泉州晉江人，宋真宗天禧年間遷往無錫，千多年後，江蘇一帶仍是尤姓其中一個重要發源地。